# Inzlingen
Inzlingen là một đô thị tong huyện Lörrach bang Baden-Württemberg thuộc nước Đức. Đô thị Inzlingen có diện tích 9,48 km².

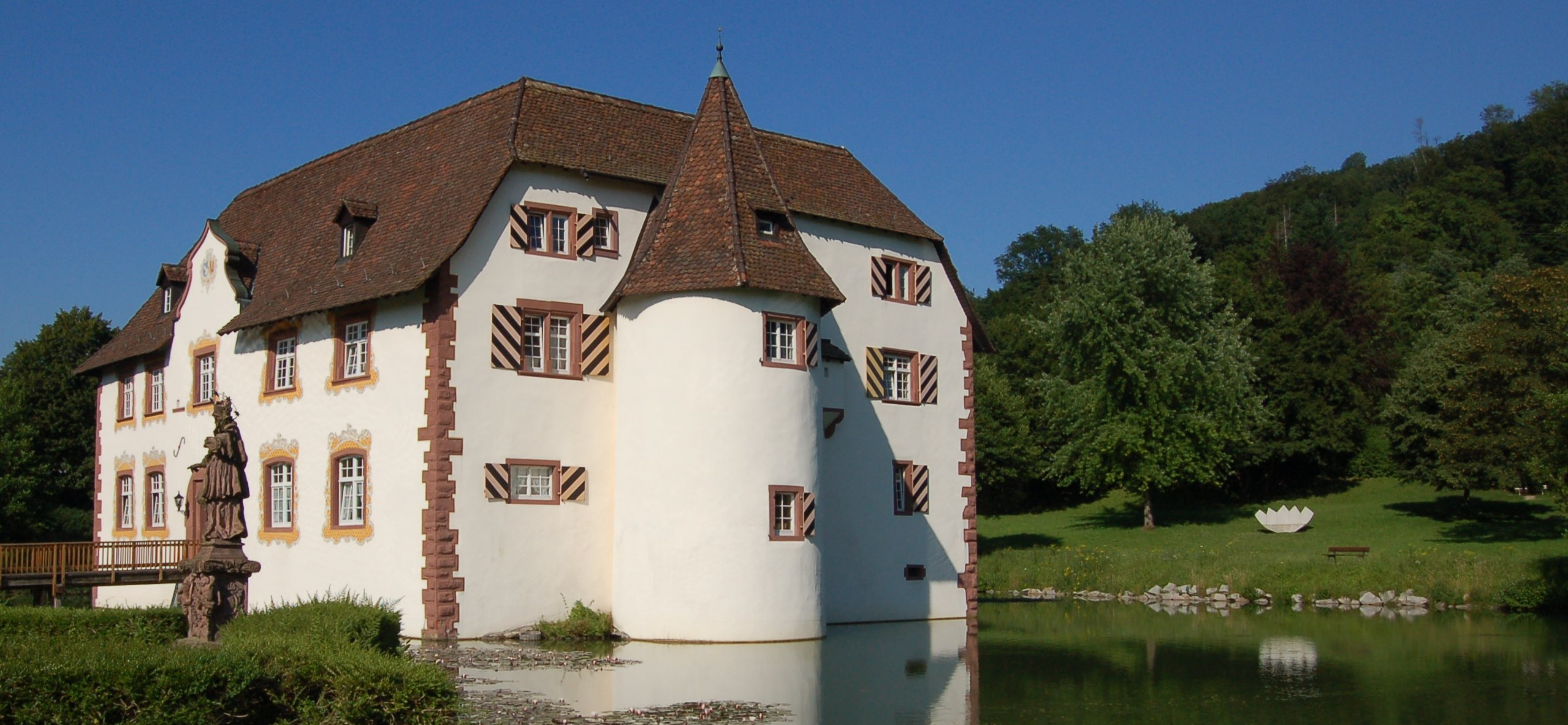
Wasserschloss Inzlingen

## Các khu vực giáp ranh
| Lörrach     |                 | Steinen     |
| Riehen (CH) |                 |             |
| Basel (CH)  | Grenzach-Wyhlen | Rheinfelden |